# Jankovce
Jankovce é um município da Eslováquia, situado no distrito de Humenné, na região de Prešov. Tem 5,69 km² de área e sua população em 2018 foi estimada em 266 habitantes.

## Demografia
| Ano:        | 1994 | 2004   | 2014   | 2024   |
| ----------- | ---- | ------ | ------ | ------ |
| Broj ljudi: | 279  | 268    | 272    | 269    |
| Razlika:    |      | -3,94% | +1,49% | -1,10% |

| Ano:               | 2023 | 2024   |
| ------------------ | ---- | ------ |
| Número de pessoas: | 270  | 269    |
| Diferença:         |      | -0,37% |